# François Hamelin
François Hamelin (* 18. Dezember 1986 in Lévis) ist ein kanadischer Shorttracker und Olympiasieger.

## Leben
Der in Montreal lebende Hamelin begann Shorttrack mit fünf Jahren. Er ging im Januar 2005 erstmals bei den Juniorenweltmeisterschaften international an den Start. Dort verpasste er zwar in allen Einzelrennen das Finale, erreichte dies aber mit der 2000-m-Staffel und gewann Bronze. Ebenfalls die Bronzemedaille gewann Hamelin ein Jahr später, als er bei den Juniorenweltmeisterschaften den dritten Platz über 1000 Meter erreichte. Da er sich auch in den weiteren Rennen vorne platziert hatte, durfte er auch am Superfinale der besten Acht teilnehmen und verpasste dort als Vierter nur knapp das Podest. Mit der kanadischen Staffel wurde er sogar Zweiter und gewann Silber.
In der Saison 2006/07 ging Hamelin bei keinem Großereignis, sondern nur bei nationalen Rennen an den Start. Erst einen Winter später wurde er erstmals für den Shorttrack-Weltcup 2007/08 von der kanadischen Mannschaft nominiert. In allen Disziplinen konnte er Ergebnisse erzielen, doch vor allem über 500 Meter platzierte er sich im Gesamtweltcup auf den vorderen zwanzig Rängen, weil er das letzte Saisonrennen über diese Distanz als Dritter sogar auf dem Podium beendet hatte. Bei den Weltmeisterschaften 2007 wurde Hamelin Elfter. In der Saison 2007 stellte Hamelin über 500 Meter zudem einen neuen Weltrekord auf, der aber nur kurze Zeit hielt und noch in der Saison unterboten wurde.
Auch in den Shorttrack-Weltcup 2008/09 startete Hamelin gut und erreichte beim zweiten Weltcup in Vancouver zum zweiten Mal einen Podestplatz, diesmal wurde er Dritter über die 1000 Meter. Sieger bei jenem Rennen war sein älterer Bruder Charles Hamelin.